# Alexander Schwolow
Alexander Schwolow (Wiesbaden, 1992. június 2. –) német utánpótlás válogatott labdarúgókapus, az Union Berlin játékosa.

## Pályafutása

### Klubcsapatokban
Alexander Schwolow ifjúsági játékosként megfordult az SV Allendorf / Berghausen, majd a Wehen Wiesbaden csapatainál is mielőtt a Freiburghoz került volna. A 2010–2011-es szezonban megnyerték a DFB Junior Club Cupot, azaz az utánpótláscsapatoknak kiírt országos kupasorozatot. A sorozat elődöntőjében és döntőjében is védett tizenegyest a büntetőpárbajok során.
2012 januárjában professzionális szerződést kötött az első csapattal. 2013 júliusában szerződést hosszabbított, miközben a felnőtt csapatban Oliver Baumann helyetteseként többször leülhetett a kispadra is a bajnoki mérkőzéseken. A 2013–2014-es szezon 34. fordulójában mutatkozhatott be a Bundesligában.
A következő szezon előtt a harmadosztályú Arminia Bielefeldhez került kölcsönbe, ahol mind a 37 bajnoki találkozón ő védte csapata kapuját. Ugyan eredetileg ké évre szólt a kölcsönszerződése, de az időközben a másodosztályba kieső Freiburg a 2015–2016-os szezon előtt visszahívta Schwolow-t, aki a csapat első számú kapusa lett. 2017. május 9-én újból szerződést hosszabbított csapatával, amellyel visszajutott az élvonalba és amelynek kapuját az első osztályban is őrizte. 2020. augusztus 4-én csatlakozott a Hertha BSC csapatához.
2022. június 15-én kölcsönbe került a Schalke 04 csapatához. 2023. július 26-án a Hertha közös megegyezéssel szerződést bontott vele. Ugyanezen a napon aláírt az Union Berlin csapatához.

## Statisztika
2025. január 26-án frissítve.
| Klub                        | Szezon   | Bajnokság            | Bajnokság     | Bajnokság | DFB-Pokal     | DFB-Pokal | Nemzetközi    | Nemzetközi | Egyéb         | Egyéb | Összesen      | Összesen |
| Klub                        | Szezon   | Bajnokság            | Pályára lépés | Gól       | Pályára lépés | Gól       | Pályára lépés | Gól        | Pályára lépés | Gól   | Pályára lépés | Gól      |
| --------------------------- | -------- | -------------------- | ------------- | --------- | ------------- | --------- | ------------- | ---------- | ------------- | ----- | ------------- | -------- |
| Freiburg II                 | 2010–11  | Regionalliga Südwest | 9             | 0         | —             | —         | —             | —          | —             | —     | 9             | 0        |
| Freiburg II                 | 2011–12  | Regionalliga Südwest | 18            | 0         | —             | —         | —             | —          | —             | —     | 18            | 0        |
| Freiburg II                 | 2012–13  | Regionalliga Südwest | 14            | 0         | —             | —         | —             | —          | —             | —     | 14            | 0        |
| Freiburg II                 | 2013–14  | Regionalliga Südwest | 10            | 0         | —             | —         | —             | —          | —             | —     | 10            | 0        |
| Freiburg II                 | Összesen | Összesen             | 51            | 0         | 0             | 0         | 0             | 0          | 0             | 0     | 51            | 0        |
| Freiburg                    | 2013–14  | Bundesliga           | 1             | 0         | 0             | 0         | 0             | 0          | —             | —     | 1             | 0        |
| Freiburg                    | 2014–15  | Bundesliga           | 0             | 0         | 0             | 0         | —             | —          | —             | —     | 0             | 0        |
| Freiburg                    | 2015–16  | 2. Bundesliga        | 33            | 0         | 0             | 0         | —             | —          | —             | —     | 33            | 0        |
| Freiburg                    | 2016–17  | Bundesliga           | 34            | 0         | 1             | 0         | —             | —          | —             | —     | 35            | 0        |
| Freiburg                    | 2017–18  | Bundesliga           | 33            | 0         | 2             | 0         | 2             | 0          | –             | –     | 37            | 0        |
| Freiburg                    | 2018–19  | Bundesliga           | 33            | 0         | 2             | 0         | –             | –          | –             | –     | 35            | 0        |
| Freiburg                    | 2019–20  | Bundesliga           | 24            | 0         | 1             | 0         | –             | –          | –             | –     | 25            | 0        |
| Freiburg                    | Összesen | Összesen             | 158           | 0         | 6             | 0         | 2             | 0          | 0             | 0     | 166           | 0        |
| Arminia Bielefeld (kölcsön) | 2014–15  | 3. Liga              | 37            | 0         | 5             | 0         | —             | —          | —             | —     | 42            | 0        |
| Arminia Bielefeld (kölcsön) | Összesen | Összesen             | 37            | 0         | 5             | 0         | 2             | 0          | 0             | 0     | 42            | 0        |
| Hertha BSC                  | 2020–21  | Bundesliga           | 26            | 0         | 1             | 0         | —             | —          | —             | —     | 27            | 0        |
| Hertha BSC                  | 2021–22  | Bundesliga           | 25            | 0         | 3             | 0         | —             | —          | —             | —     | 28            | 0        |
| Hertha BSC                  | Összesen | Összesen             | 51            | 0         | 4             | 0         | 0             | 0          | 0             | 0     | 55            | 0        |
| Schalke 04 (kölcsön)        | 2022–23  | Bundesliga           | 23            | 0         | 2             | 0         | —             | —          | —             | —     | 25            | 0        |
| Schalke 04 (kölcsön)        | Összesen | Összesen             | 23            | 0         | 2             | 0         | 0             | 0          | 0             | 0     | 25            | 0        |
| Union Berlin                | 2023–24  | Bundesliga           | 1             | 0         | 0             | 0         | —             | —          | —             | —     | 1             | 0        |
| Union Berlin                | 2024–25  | Bundesliga           | 5             | 0         | 0             | 0         | —             | —          | —             | —     | 5             | 0        |
| Union Berlin                | Összesen | Összesen             | 6             | 0         | 0             | 0         | 0             | 0          | 0             | 0     | 6             | 0        |
| Összesen                    | Összesen | Összesen             | 326           | 0         | 17            | 0         | 2             | 0          | 0             | 0     | 345           | 0        |

## Sikerei, díjai
- Freiburg
  - 2. Bundesliga: 2015–16

- Arminia Bielefeld
  - 3. Liga: 2014–15